# Perales del Río
Perales del Río es una antigua localidad y actual barrio del municipio español de Getafe, en la Comunidad de Madrid. Está situado 5 km al este del centro de Getafe, se encuentra junto al cerro de los Ángeles, el parque regional del Sureste y el río Manzanares. Hasta el año 1850, en el que fue anexionada a Getafe, tuvo el título de villa. Perales del Río se puede denominar pedanía.

## Toponimia

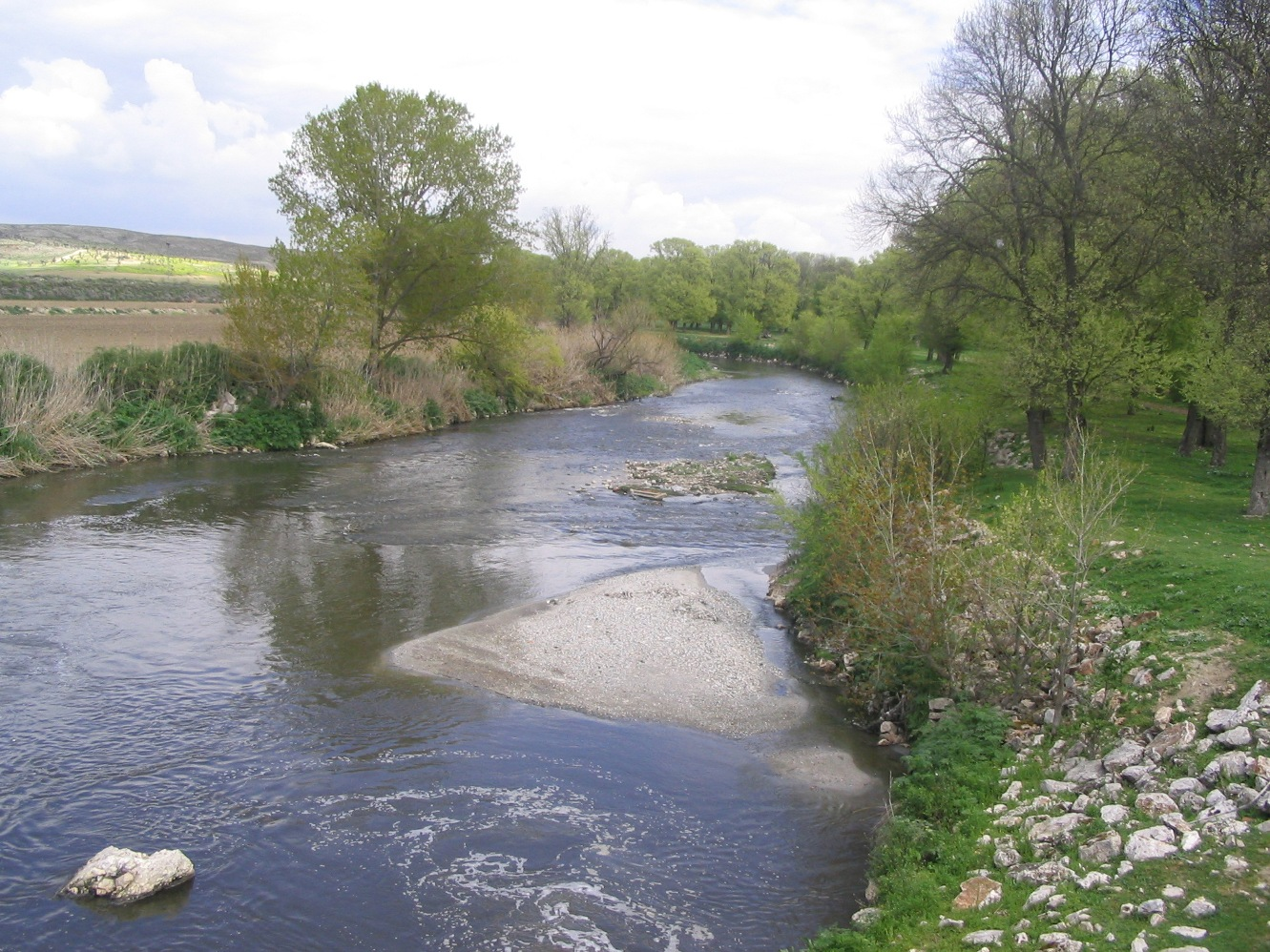
El río Manzanares a su paso por Perales del Río.

El nombre de Perales del Río viene determinado por un lado por la familia de los Perales que estaba asentada en la zona sobre los siglos XVI y XVIII y por otra parte por el río Manzanares que atraviesa la zona.

## Historia
Perales del Río fue un antiguo municipio, actualmente integrado en el de Getafe. En los siglos XVI y XVIII,  mientras Getafe tenía la entidad de “lugar” con 782 vecinos , Perales del Río con unos 26-20 habitantes era “villa”, en la que  tenía la familia Perales  una de sus más importantes fincas, por ser una zona de trashumancia activa y un importante punto de la Cañada Real de las Merinas y  se dedicaba a la ganadería, estando entre los veinte o treinta ganaderos más importantes del reino. La cabaña de Perales, fue una de las más importantes de España, a principios de siglo pasado, estaba compuesta por unas 12 000 cabezas de ganado, que invernaban en fincas de los herederos del marqués de la Serena, entre los ríos Guadiana y Zújar, compraron numerosas tierras en Cáceres y Badajoz siendo las más importante la Real Dehesa del Bercial en la Serena, Badajoz, comprada a la Corona por  la I  Marquesa de Perales del Río, Antonia de Velasco y Moreda.  donde edificaron  Casa Grande del Bercial, donde solían vivir los marqueses,  dedicada a la ganadería y  su aprovechamiento.

### Prehistoria
Han sido hallados piezas de sílex datadas entre 100 000-50 000 a. C. que se asocian a la cultura musteriense o achelense. Por otra parte, en las proximidades de Perales del Río, se han encontrado fragmentos óseos de mamíferos de distintas épocas tales como el mamut o el elefante antiguo, que perteneció al Pleistoceno medio. Por último, señalar que han encontrado restos de cerámica prehistóricas (concretamente 5173 fragmentos) en el yacimiento de Arenero de Soto, muy próximo al barrio.

### Edad Moderna

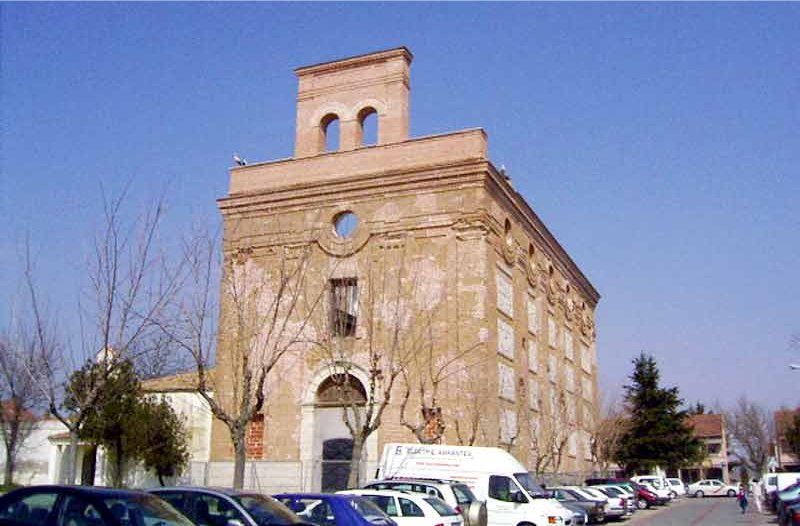
Iglesia de los Santos Justo y Pastor

El marquesado de Perales del Río es un título nobiliario español con Grandeza de España otorgado por el Rey Felipe V en 1727. El título hace referencia al municipio de Perales del Río. Su primera titular fue Antonia de Velasco. El I marqués de Perales, el burgalés Ventura de Pinedo, tuvo una trayectoria ascendente entre los reinados de Carlos II y Felipe V. Desde 1682 sirve en la Armada del Mar Océano y en 1691 recibe el hábito de caballero de la Orden de Santiago; en 1692 ya era miembro de Secretaría de Nueva España (Consejo de Indias), donde su hermano era oficial tercero; allí trabó amistad con Grimaldo, gracias a cuya relación, ya sirviendo a los Borbones, fue nombrado contador del Tribunal de la Contaduría Mayor de Cuentas (Consejo de Hacienda), en 1706. Compra corregimientos en Indias y termina siendo director de la Renta del Tabaco.
El matrimonio formado por Antonia de Velasco y Ventura de Pinedo, adquiere la cabaña ganadera de la "Real Dehesa de la Serena" que había pertenecido a la Orden de Alcántara, y que fue enajenada por dicho monarca para sufragar los gastos de guerra en Italia, donde edificaron la llamada Casa Grande del Bercial. Ambos eran propietarios de la Cabaña de Perales, importante cabaña de ovejas merinas trashumantes de la montaña oriental leonesa durante los siglos XVIII al XIX, en que desaparece prácticamente durante la guerra de la independencia, aunque fue reconstruida posteriormente.  A su muerte dejó dos millones de reales en dinero, además de un mayorazgo al que incorporó pastos y tierras de labor en las cercanías de Madrid, la cabaña lanar y las dehesas extremeñas, más otros bienes y títulos, cuyo valor rondaba los ocho millones de reales. Ventura tenía muy a gala las tareas de colonización de su señorío de Perales del Río, donde decía haber invertido una fortuna en convertir un despoblado en un lugar próspero, hasta con dos fábricas de jabón.
En 1732, el marqués consorte mandó edificar un palacio en la Corte en un amplio solar de la calle de la Magdalena, que todavía hoy ostenta el blasón de sus antiguos dueños. Hoy es la sede de la Filmoteca Nacional, siendo vendido dicho inmueble al Estado en 1924. El V marqués de Perales y Tolosa fue Manuel Fernández Durán y Pando (1808-1888). El título de conde de Villanueva de Perales se lo cedió a su hermano aunque más tarde regresaría a la línea de mayorazgo. Grande de España y gentilhombre de cámara de Isabel II, fue diputado a Cortes por el Partido Liberal y senador por Madrid y Badajoz. Casó en 1840 con Francisca de Paula Bernaldo de Quirós y Larreátegui (1818-1874). En 16 de junio de 1855 se le otorgó a dicho título Grandeza de España. 
Ya en el siglo XIX, en dicha aldea tenían propiedades los marqueses de Valdemediano, luego duques del Infantado.

### Edad Contemporánea
Hacia mediados del siglo XIX, el lugar tenía contabilizada una población de 101 habitantes. Aparece descrito en el decimosegundo volumen del Diccionario geográfico-estadístico-histórico de España y sus posesiones de Ultramar de Pascual Madoz de la siguiente manera:

PERALES DEL RIO; v. con alc. p. de la prov. y aud. terr. de Madrid (2 leg.), part. jud. de Getafe (1), de cuyo ayunt. forma parte, c. g. de Castilla la Nueva, dióc. de Toledo (10): sit. en una llanura, donde concluye el canal de Manzanares; le combaten todos los vientos, y su clima es propenso por lo comun á tercianas. Se compone de una casa labor, un palacio del señor marqués de Perales, con jardín y fuente, varias casas pequeñas que ocupan los criados de la labor de dicho marqués, y una igl. parr. cuyo curato lo provee el mismo marqués de Perales: en los afueras, á unos 50 pasos, se encuentra el cementerio que no perjudica á la salud pública. El térm. confina N. Villaverde; E. Vallecas, y S. y O. Getafe: se estiende 1/2 leg. de N. á S., é igual dist. de E. á O., y comprende un soto llamado de la Socuesta con algun arbolado, algunos olivos y una pradera de 100 fan. de tierra; le cruza por el lado E. el citado r. Manzanares. El terreno es de secano. caminos: pasa por el pueblo la carretera que de Madrid dirige á San Martin de la Vega, y el de herradura que va á la cab. del part. prod.: trigo, cebada y aceite, y mantiene ganado lanar. pobl.: 17 vec., 101 alm. cap. prod.: 2.281,824 rs. imp.: 82,965. contr.: 9'65 por 100.
(Madoz, 1849, p. 802)

Perales del Río participó de manera activa en la batalla del Jarama. En Perales del Río está la antigua iglesia de los Santos Justo y Pastor, los niños mártires de Alcalá de Henares. Esta iglesia data del siglo XVIII, pero tuvo que ser reconstruida después de que fuese bombardeada durante la guerra civil. Actualmente se están dando los primeros pasos para que se convierta en un centro de interpretación de Historia y Naturaleza.

## Demografía
En el censo de 1842, Perales del Río aparece como municipio independiente con 101 habitantes y 17 hogares. Posteriormente es absorbido por el municipio de Getafe en 1850. Actualmente cuenta aproximadamente con 10 456 habitantes censados, y se sigue ampliando mediante proyectos urbanísticos.
| Gráfica de evolución demográfica de Perales del río (barrio) entre 2000 y 2023(p)                                               |
| |
| Datos de población extraídos del INE. Dato a octubre de 2023, extraído del dosier de escolarización del Ayuntamiento de Getafe. |

## Geografía
Perales del Río es un barrio de Getafe ubicado junto al límite entre los términos municipales de Getafe y de Madrid. Aunque el inicio del barrio, en El Caserío de Perales, se ubicaba a 2 km siguiendo la carretera hacia San Martín de la Vega desde el límite municipal, los sucesivos desarrollos urbanísticos de Perales del Río han ido extendido el barrio hasta el arroyo de la Bulera, delimitación natural entre los términos municipales en esta zona de Getafe.

### Entorno

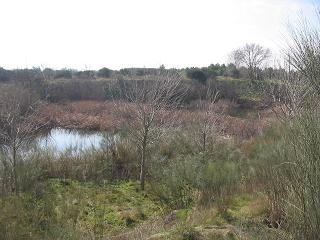
Lagunas de Perales ubicadas en Getafe

Perales del Río es la entrada natural al parque regional del Sureste a través del Parque Lineal del Manzanares. El Parque Lineal, verdadera cuenca baja del río Manzanares, atraviesa tres municipios de la región madrileña: Madrid, Getafe y Rivas-Vaciamadrid. En su paso por Perales del Río, se han encontrado restos de villas romanas, visigodas y medievales. 
El barrio cuenta con un espacio natural llamado las lagunas de Perales, un conjunto de tres lagunas de diverso tamaño y cuyo origen es artificial. Las mismas surgieron de la extracción de áridos hasta romper el nivel freático y aflorar el agua subterránea. La fauna que contiene es bastante diversa en cuanto a número de especies y densidad poblacional se refiere, destacando el gran número de vertebrados presentes. Las lagunas de Perales son una referencia para las aves acuáticas y migratorias. Estas lagunas son actualmente un espacio protegido tanto a nivel local como a nivel regional, pues en 2004 fueron incluidas en el catálogo de embalses y humedales de la comunidad autónoma.

### Núcleos de población
Desde que se construyó el trazado del AVE a Sevilla en 1992, el barrio de Perales del Río quedó partido; por un lado se encuentran las zonas del Carmen I y II y por otra parte queda lo que se denomina el Caserío de Perales. Este último tiene una población aproximada de 1000 personas y en sus proximidades estuvo el frente de la batalla del Jarama. Actualmente está en proyecto la conexión con el Carmen II con el Caserío de Perales a través de un paseo peatonal.
| Núcleos            | Habitantes (2000) | Habitantes (2022) |
| ------------------ | ----------------- | ----------------- |
| Perales del Río    | 4959              | 9816              |
| La Bulera          | 89                | 129               |
| Casas del Cura     | 3980              | 8679              |
| Caserío de Perales | 884               | 984               |
| Diseminado         | 6                 | 24                |

## Política y gobierno
El barrio está gobernado directamente por el Ayuntamiento de Getafe, presidido por Sara Hernández, alcaldesa del Partido Socialista Obrero Español desde 2015. El barrio no tiene ningún tipo de autonomía política respecto al gobierno local de Getafe, sin embargo está en marcha estudios jurídicos y económicos para desarrollar una Junta de distrito en Perales del Río. Esto supondrá para el barrio una atención más personalizada, y descentralización de los trámites habituales, suponiendo así una mayor independencia. Cada cierto tiempo se celebran plenos participativos en los que se debaten temas económicos y sociales.

## Educación y Cultura
En tema de educación el barrio dispone para la enseñanza infantil de la escuela “La Luna”,  un centro público de gestión directa de la Comunidad de Madrid abierto en 1996 que atiende a niños y niñas de 0 a 3 años.
Para la fase de enseñanza primaria existen los colegios públicos Julián Besteiro y Daoiz y Velarde, el colegio concertado Santa Teresa. El más antiguo de ellos es el colegio Santa Teresa, regentado por las Hermanas Carmelitas Misioneras, el cual fue inaugurado en 1967 y que cuenta con más de 50 años de vida. Por otra parte el colegio Julián Besteiro fue inaugurado en 1985  desde entonces ha ido aumentando hasta estar formado por los seis edificios que tiene en la actualidad. Por último el más reciente es el colegio Daoiz y Velarde, que comenzó su andadura en septiembre de 2008 y consta de tres edificios: Aulario de Educación Infantil, edificio de Primaria y Pabellón polideportivo en el que se realizan las clases de Educación Física. Los tres colegios están adscritos al Programa Bilingüe de la Comunidad de Madrid. Finalmente para la enseñanza secundaria Perales del Río consta con el IES “Ignacio Aldecoa” que cuenta con más de 400 alumnos. Este instituto también está adscrito al Programa Bilingüe.
Adicionalmente existen rutas de transporte escolar de colegios privados que pasan por el barrio como pueden ser el colegio Villamadrid o el colegio Los Ángeles.
El centro cultural Julían Marías fue inaugurado en 2014 por Juan Soler con siete años de retraso. Tiene una superficie de 2259 m² sobre una parcela de 4000 m² y cuenta con tres plantas. El salón de actos tiene una capacidad para 300 personas. El centro cuenta con una unidad de Servicio de Atención al Vecino y un unidad de la Delegación de Asuntos Sociales. Además el centro suele ser utilizado como colegio electoral.

## Iglesia y parroquia
La iglesia de los Santos Justo y Pastor es una iglesia que fue construida en el siglo XVIII por orden del marqués de Perales, quién sufragó la obra. Respecto al estilo de la iglesia, como apunta el escritor local, Martín Sánchez, en una descripción del templo que hace en su libro Historia de una Ciudad, la edificación:

muestra un innegable regusto neoclásico, aunque la fachada todavía se puede encuadrar dentro del esquema barroco.

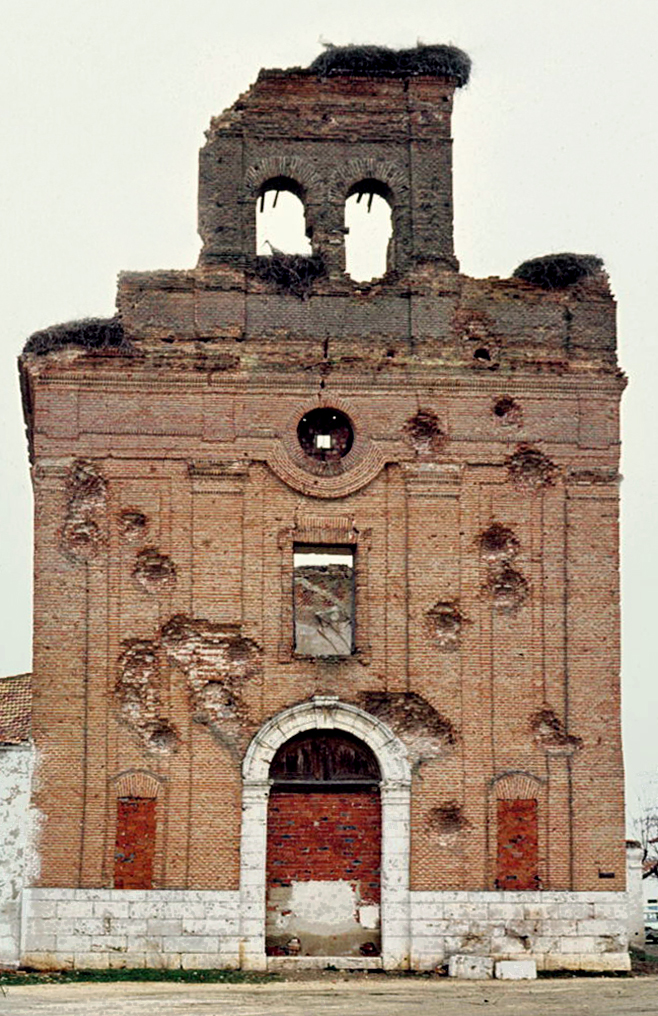
Estado de la iglesia de los Santos Justo y Pastor tras la guerra civil.

El estado de la iglesia se vio muy perjudicada en la guerra civil española, al ser testigo de la batalla del Jarama durante la cual desapareció el tejado y se produjeron agujeros en las fachadas debidos a los impactos de los bombardeos. Pese a ello la parroquia siguió existiendo, albergada en lo que fuera una antigua capilla lateral salvada de la destrucción. Debido al crecimiento del barrio la pequeña capilla que oficiaba de parroquia quedó obsoleta, tanto por su reducida capacidad como porque el crecimiento del pueblo la dejó desplazada al extrarradio del mismo. Por esta razón, y en fecha indeterminada, se trasladó a una capilla de mayor capacidad que se encuentra ubicada en una zona más céntrica, donde actualmente tiene su sede

## Sanidad
Perales del río dispone de un centro de salud que presta atención urgente como Servicio de Atención Rural de lunes a viernes de 21 h a 8 h del día siguiente y sábados, domingos y festivos las 24 horas.
Los hospitales más cercanos son el Hospital Universitario de Getafe al que se puede ir tomando la línea de autobús urbana L-4 y el Hospital Universitario 12 de Octubre que es uno de los mejores valorados de España.

## Deporte
Dispone de un pabellón polideportivo, una piscina municipal, así como campos y pistas de fútbol y baloncesto.

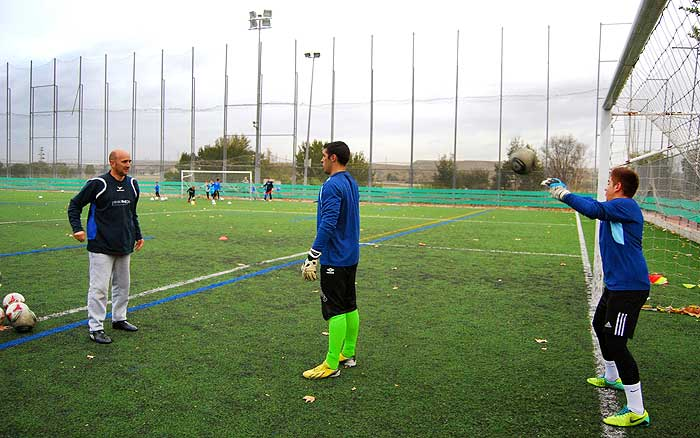
Campos de fútbol en Perales del Río

### Clubes deportivos
- C.B. Perales: Club de Baloncesto de aficionados. El club tiene el placer de tener como presidente honorífico a Pepu Hernández.
- A.D.P.: Asociación de Perales donde se encuentran varias disciplinas deportivas.
- S.A.D.A.VV. Caserío Perales.
- Club D.E. Los Mamuts Hockey, dónde se enseña Hockey sobre patines en Línea, iniciación y Patinaje en línea, Patinaje artístico con patín tradicional, desde 3-70 años compitiendo a Nivel Federado en Comunidad de Madrid (FMP) y Competición Nacional (RFEP y ANHL).

### Instalaciones deportivas
- Pabellón polideportivo de Perales del Río.
- Polideportivo de Perales del Río.
- Piscina de verano de Perales del Río.
- Rocódromo.
- Pista de patinaje en asfalto.
- Pista de Skate "SkatePark Perales".

### Escuelas de equitación
Perales del río tiene en sus inmediaciones dos escuelas ecuestres para todos los niveles, tanto niños como adultos:
- Escuela de equitación y poni club Perales del río.[12]
- Escuela de equitación Argo Dressage.[13]

### Eventos deportivos
- Concentración motera Cernícalos: Concentración motera que se celebra en Perales aproximadamente en mayo y que va por la sexta edición.

## Economía

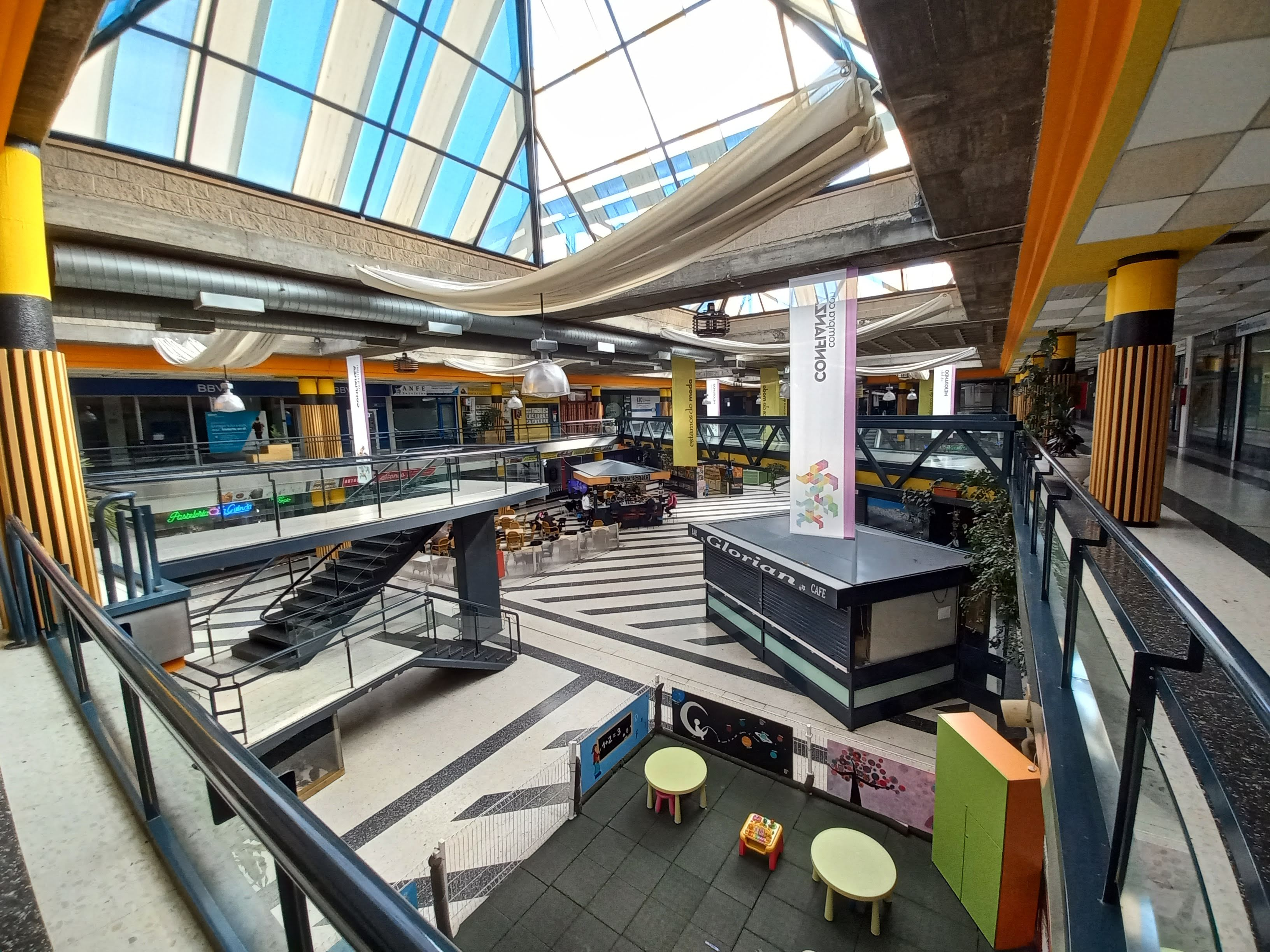
El centro comercial "El Carmen"

El barrio cuenta con todo tipo de comercios, tiendas y negocios. Las zonas más comerciales están divididas en tres: 
- El centro comercial "El Carmen" que fue inaugurado en 1994 y consta con 8000 m², que se distribuyen en locales comerciales, almacenes y galería de alimentación.
- La calle comercial "Jesús del Gran Poder" donde se puede encontrar todo tipo de negocios locales, así como farmacia, correos y estancos.
- En la calle Juan de Mairena se encuentra un centro de salud y bienestar denominado "Perales Wellness Center".
- Un supermercado BM, que fue inaugurado en 2018 bajo el nombre de Hiber. Tiene un aparcamiento en superficie, servicio de lavado de coches y cargadores de coches eléctricos.

### Renta per Cápita
Según datos de la Agencia Tributaria Perales del Río tiene una renta per cápita de 26 132 € para el ejercicio 2019, siendo el tercer barrio de Getafe con mayor renta per cápita.
| Códigos postales                    | Renta per Cápita (2016) | Renta per Cápita (2017) | Renta per Cápita (2018) | Renta per Cápita (2019) |
| ----------------------------------- | ----------------------- | ----------------------- | ----------------------- | ----------------------- |
| 28901-Getafe Centro-San Isidro      | 20 727 €                | 20 942 €                | 21 552 €                | 22 390 €                |
| 28902-Getafe Centro                 | 22 298 €                | 21 898 €                | 22 538 €                | 23 310 €                |
| 28903-Juan de la Cierva-Universidad | 20 573 €                | 20 835 €                | 21 521 €                | 22 399 €                |
| 28904-La Alhóndiga                  | 19 374 €                | 19 752 €                | 20 477 €                | 21 706 €                |
| 28905-Sector III-Buenavista         | 24 397 €                | 24 903 €                | 25 767 €                | 26 742 €                |
| 28906-Los Olivos-Los Ángeles        | 22 778 €                | 23 365 €                | 24 667 €                | 25 281 €                |
| 28907-El Bercial                    | 26 341 €                | 26 399 €                | 30 980 €                | 28 537 €                |
| 28909-Perales del Río               | 23 807 €                | 24 378 €                | 25 326 €                | 26 132 €                |

## Transportes

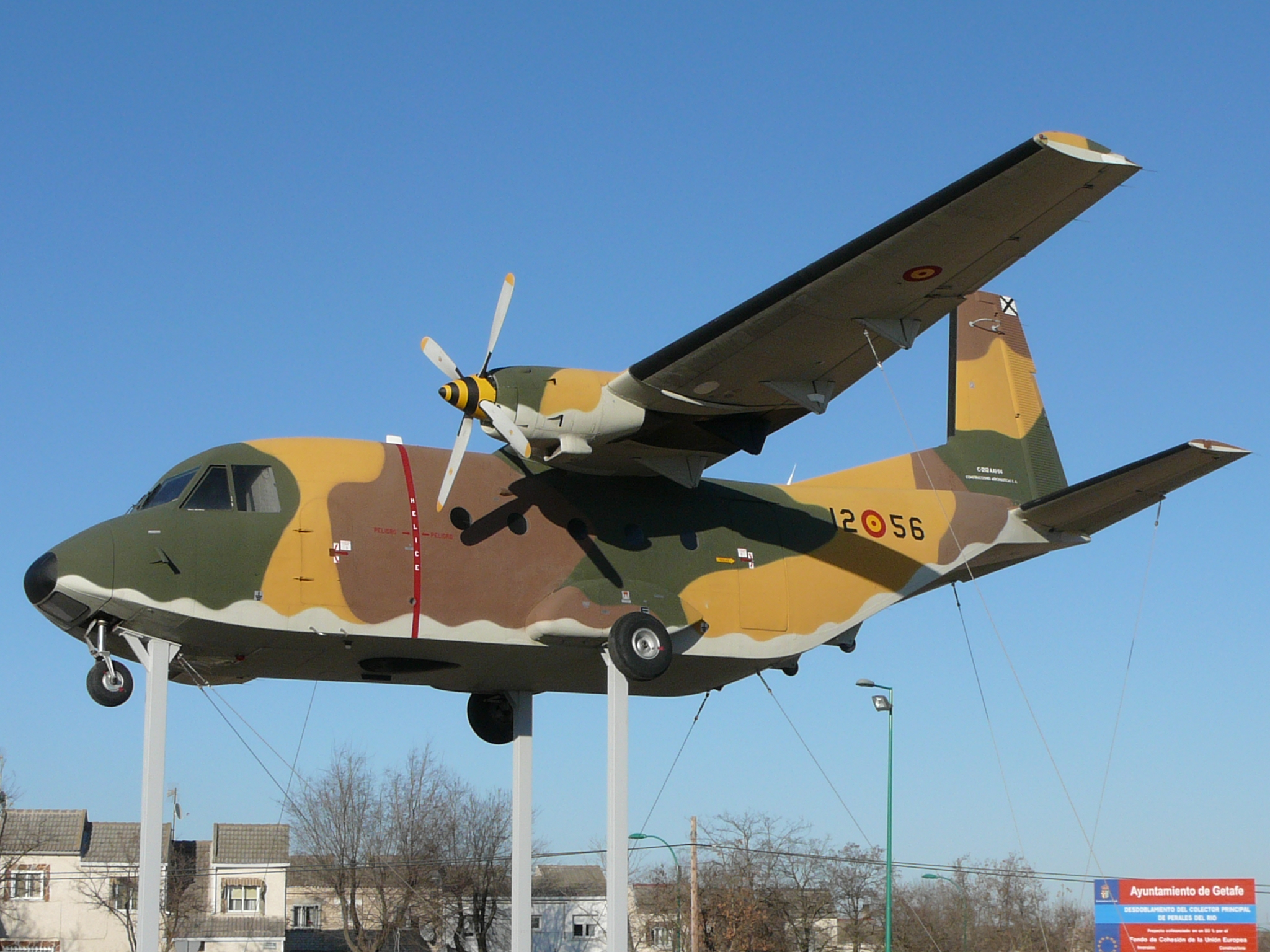
Avión CASA C-212 en una glorieta de Perales del Río

Perales del Río se encuentra completamente rodeado de vías de comunicación de toda índole: autopistas M-45 y M-50, la carretera M-301 o la vereda de la Torrecilla. Por otra parte el transporte público está compuesto por la línea urbana de autobús L-4, que pasa cada 30-35 min en días laborables y es la línea que une el barrio con el resto de Getafe, y las líneas de autobús interurbano 411 y 415 lo unen con Madrid y tienen una frecuencia de 20 minutos.

### Red Vial
- M-301 : Carretera Madrid - San Martín de la Vega
- M-45 : Circunvalación Sur de Madrid (autopista)
- M-50 : Circunvalación de Madrid (autopista)

### Autobús

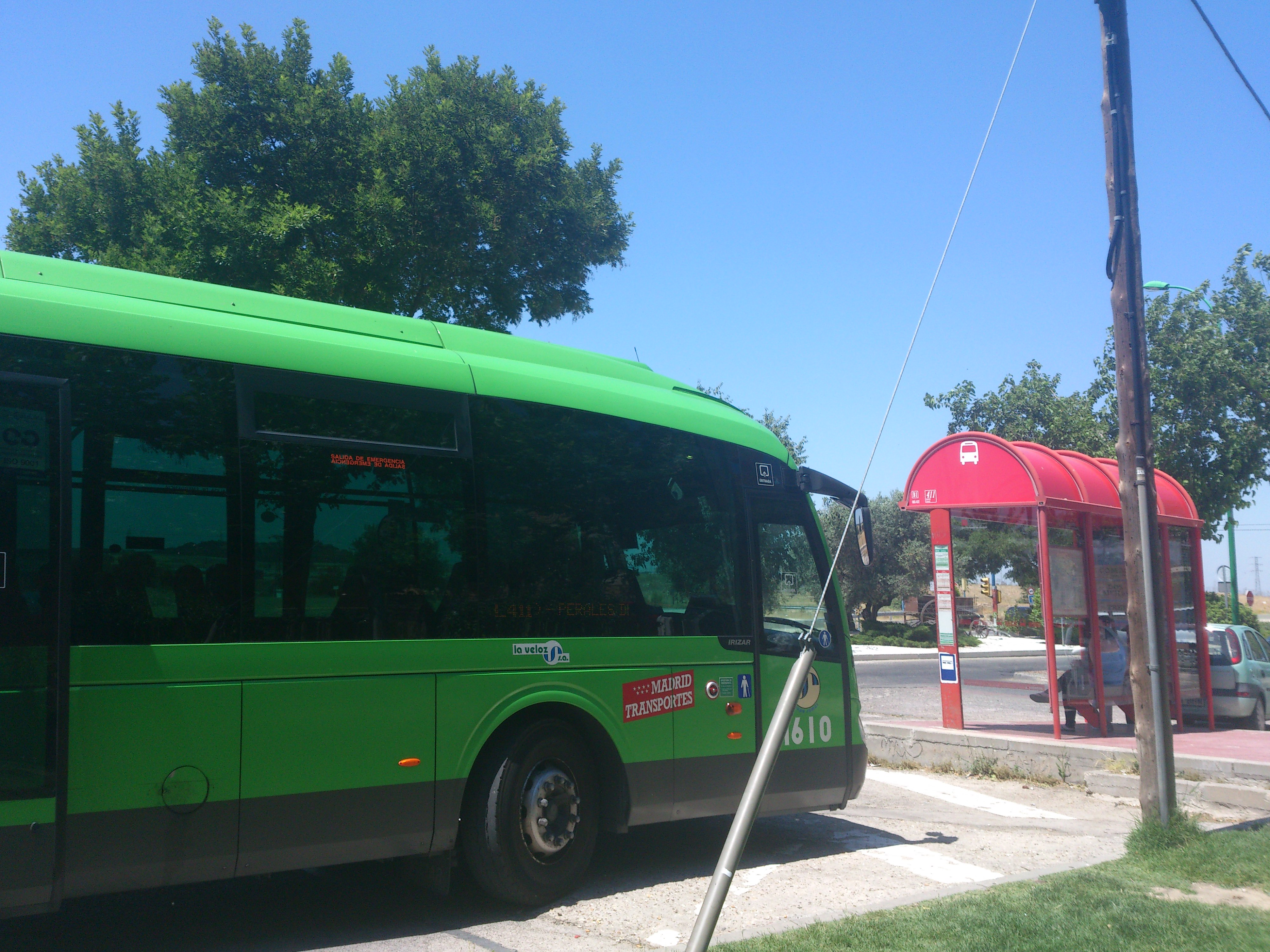
Autobús de la línea 411 en el Caserío

#### Líneas urbanas
| Línea | Recorrido                                            |
| ----- | ---------------------------------------------------- |
| 4     | Polígono industrial Los Ángeles - Hospital - Perales |

#### Líneas interurbanas
| Línea | Recorrido                                              |
| ----- | ------------------------------------------------------ |
| 411   | Madrid (Legazpi) – Perales del Río                     |
| 412   | Madrid (Villaverde Bajo-Cruce) - San Martín de la Vega |
| 415   | Madrid (Villaverde Bajo-Cruce) - Villaconejos          |

### Bicicleta
Perales dispone a su alrededor de tres carriles bicis conectados, uno estaría situado en la carretera de la vereda de la Torrecilla, otra en la antigua M-301 y por último tendríamos en la nueva M-301.

## Fiestas
- Fiestas del Carmen: El barrio de Perales del Río suele celebrar sus fiestas en honor al Virgen del Carmen a mediados de julio, donde destaca su mercado artesanal, la concentración motera "Cernícalos" con un ruta motera a Colmenar y la Fiesta de la Bici. Además hay muchas más actividades como fiesta del agua o espectáculos de magia.
- Fiesta del espárrago: se suele celebrar a comienzos de junio y en 2019 se celebró su XXIII edición. Organizada por el Ayuntamiento de Getafe y la Asociación de Vecinos del Caserío de Perales tiene lugar en la plaza de la Fuente. El origen, de la ya tradicional Fiesta del Espárrago que celebra cada año Perales del Río nació como recuerdo a la época de siembra que antaño se llevaba a cabo en la ribera del río Manzanares de este manjar.

## Proyectos
- Urbanización de la antigua M-301 por su paso por Perales del Río.[15]
- Creación de Getafe-Río,[16] cuya prioridad es recuperar la ribera del río y que trata de unir el Parque Lineal del Manzanares con Getafe para que sirva como puerta de entrada al parque regional del Sureste.
- Creación de un centro de interpretación histórico y medioambiental en la iglesia de los Santos Justo y Pastor.
- Corredor verde entre el cerro de los Ángeles y Perales del Río, esto supondrá la recuperación de las lagunas de Perales y la reforma del itinerario entre ambos puntos.
- Nuevo acceso a Perales del Río y eliminación de un punto negro ciclista.[17]
- Una vez finalizada la ampliación de la línea 3 del Metro de Madrid hasta El Casar, se propondrá una ampliación hasta Perales del Río a través de un ramal.[18]

## Otros lugares de interés
- Convento trapense de la Aldehuela:[19] ruinas de una impresionante casa de labranza.
- Convento del Sagrado Corazón de Jesús y San José de La Aldehuela.